# Fruhstorferia ohbayashii
Fruhstorferia ohbayashii är en skalbaggsart som beskrevs av Shinji Nagai 2004. Fruhstorferia ohbayashii ingår i släktet Fruhstorferia och familjen Rutelidae. Inga underarter finns listade i Catalogue of Life.